# Peng Bo
Peng Bo, né le 18 février 1981 à Nanchang, est un plongeur chinois.

## Biographie
Peng Bo commence le plongeon à l’âge de huit ans. En 2001, à 20 ans, il participe à ses premiers Championnats du monde de natation à Fukuoka. Avec son partenaire Wang Kenan, avec qui il s’entraîne depuis 2000, ils remportent l’épreuve du plongeon synchronisé à trois mètres. Il finit quatrième dans le concours individuel.
Lors des championnats suivants, à Barcelone, Peng et Wang ne peuvent défendre leur titre, puisque la fédération chinoise de natation préfère sélectionner Wang Tialing et Wang Feng. Peng participe à l’épreuve individuelle et se classe deuxième derrière le russe Alexander Dobraskov.
En février 2004 a lieu le tournoi pré-olympique au Centre olympique aquatique d’Athènes, où Wang et Peng remportent l’épreuve du plongeon synchronisé, et où Peng se classe troisième en individuel. Le duo chinois part donc favori pour les épreuves olympiques.
Aux Jeux olympiques d'été de 2004 à Athènes, Peng Bo remporte le titre olympique dans l'épreuve du plongeon sur le tremplin à 3 mètres. Il termine huitième dans l'épreuve du plongeon synchronisé à 3 mètres, à la suite d'un problème d’orientation de Wang qui les relègue à la 8e place.